# La Tête en Friche
Minhas Tardes Com Margueritte (La Tête en Friche, na versão original) é um filme francês realizado por Jean Becker, adaptado da obra de mesmo nome de Marie-Sabine Roger, lançado em 2010 nos cinemas. 

## Sinopse
O filme conta a história de Germain, um jardineiro e feirante de 45 anos que não teve uma boa educação e é praticamente analfabeto. Além disto, teve uma infância difícil, foi maltratado pela mãe e nunca conheceu seu pai.
Sua vida começa a mudar quando, numa tarde, num parque, encontra Margueritte, uma senhora bastante idosa que já foi chefe de uma equipe médica da Organização Mundial da Saúde e que passa os dias lendo no parque.
No decorrer do filme, Germain vai aprendendo a ler e se afeiçoa àquela amável senhora, a única pessoa que, ao longo de sua vida, foi capaz de tocar o seu âmago e oferecer o que ele precisava para crescer.

## Elenco
| Ator / Atriz             | Papel          |
| ------------------------ | -------------- |
| Gérard Depardieu         | Germain Chazes |
| Gisèle Casadesus         | Margueritte    |
| Claire Maurier           | Jacqueline     |
| Mélanie Bernier          | Stéphanie      |
| Bruno Ricci              | Marco          |
| Matthieu Dahan           | Julien         |
| Maurane                  | Francine       |
| François-Xavier Demaison | Gardini        |
| Anne Le Guernec          | Jacqueline     |
| Amandine Chauveau        | Jacqueline     |
| Sophie Guillemin         | Annette        |
| Florian Yven             | Germain        |
| Patrick Bouchitey        | Landremont     |
| Régis Laspalès           | M. Bayle       |
| Jean-François Stévenin   | Joseph         |
| Lyes Salem               | Youssef        |